# La Serra (Navars)
La Serra és una serra situada al municipi de Navars, a la comarca catalana del Bages, amb una elevació màxima de 547 metres.